# Ангели (Финляндия)
Ангели (фин. Angeli, северносаам. Aŋŋel) — посёлок в Лапландии. Расположен в 62 километрах на запад от Инари, в общине Инари, неподалёку от национального заповедника Muotkatunturi.
Посёлок находится рядом с Норвежской границей на берегу реки Инари. Ангели соединён постоянными гравиевыми дорогами с населёнными пунктами Каригасниеми и Инари.
Саамский язык является родным для большей части населения.
Участницы известной саамской женской фолк-группы Angelit — родом из Ангели (изначально группа называлась Angelin Tytöt (фин.) — «Девушки из Ангели»).